# Flaxbourne (fleuve)
Le fleuve Flaxbourne  (en anglais : Flaxbourne River) est un cours d’eau de la région de Marlborough dans l’île du Sud de la Nouvelle-Zélande.

## Géographie
Il prend naissance dans la chaîne intérieure de Kaikoura et les « Halden Hills » et s’écoule vers l’est puis vers le sud-est pour se jeter dans l’océan Pacifique au sud près de la ville de Ward . Il est dénommé d’après Flaxbourne une station d’élevage de moutons  établie là par Sir Charles Clifford en 1847.
Le fleuve est étroit et étouffé par des saules.
Le fleuve fournit de l’eau pour l’irrigation et pour les besoins domestiques via du stockage. Durant l’été, la demande en eau est habituellement supérieure à la disponibilité. Alors que le fleuve lui-même n’est jamais à sec, certains de ses affluents sont à sec durant la plupart des mois d’été .